# Mézilhac
Mézilhac ist eine französische Gemeinde mit 99 Einwohnern (Stand 1. Januar 2022) im Département Ardèche in der Region Auvergne-Rhône-Alpes. Die Bewohner werden Mézilhacois genannt.

## Geografie
Der Ort befindet sich im südöstlichen Zentralmassiv auf über 1100 Metern Höhe auf dem Gebirgspass Col de Mézilhac zwischen Aubenas und Le Cheylard, an der Kreuzung mehrerer lokaler Verbindungsstraßen. Die Volane, ein Zufluss der Ardèche, entspringt auf dem Gebiet der Gemeinde.

### Bevölkerungsentwicklung
| Jahr                       | 1962 | 1968 | 1975 | 1982 | 1990 | 1999 | 2009 | 2018 |
| Einwohner                  | 342  | 268  | 191  | 166  | 140  | 108  | 102  | 97   |
| Quellen: Cassini und INSEE |      |      |      |      |      |      |      |      |

## Infrastruktur
Auf der Passhöhe Col de Mézilhac gibt es ein Hotel mit angeschlossenem Restaurant.

## Weblinks

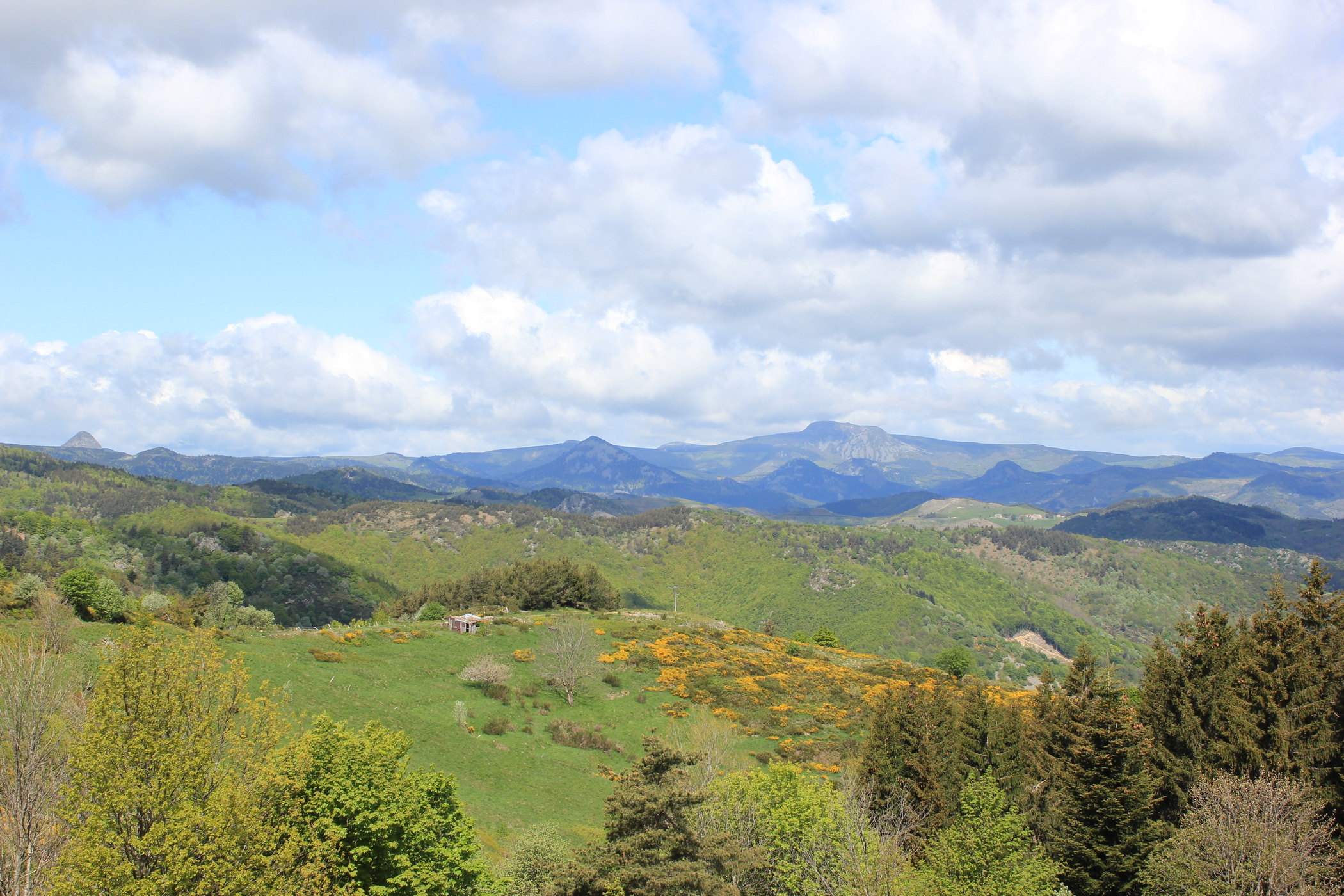
Ausblick von Mézilhac zum Mont Mézenc